# Setoctena dentula
Setoctena dentula är en fjärilsart som beskrevs av Lederer 1869. Setoctena dentula ingår i släktet Setoctena och familjen trågspinnare. Inga underarter finns listade i Catalogue of Life.